# Оловоканди, Майкл
Майкл Оловоканди (англ. Michael Olowokandi; род. 3 апреля 1975, Лагос) — нигерийский баскетболист, завершивший карьеру. Был выбран под 1-м номером на драфте 1998 года командой «Лос-Анджелес Клипперс».

## Ранние годы
Майкл Оловоканди родился 3 апреля 1975 года в Лагосе, в семье нигерийского дипломата. Немного позже его семья переехала в Лондон. Оловоканди учился в Newlands Manor School и Brunel University. В Brunel, Оловоканди участвовал в легкоатлетических соревнованиях, играл в крикет и регби. Баскетболом заниматься начал поздно — в 18 лет. В 1995 году Оловоканди поступил в Тихоокеанский Университет в США. В NCAA, Оловоканди в среднем набирал 22 очка, 11 подборов и 3 блок-шота за игру. В 1998 году Оловоканди окончил университет со степенью по экономике и выставил свою кандидатуру на Драфт НБА.

## Карьера в НБА
В 1998 году Оловоканди был выбран командой «Лос-Анджелес Клипперс» под первым номером драфта. Оловоканди стал одним из главных драфт-провалов десятилетия, так как после него на драфте ушли такие игроки как Пол Пирс, Винс Картер и Дирк Новицки. Всего в двух сезонах он смог выйти за показатель больше десяти очков за игру, а в 2002 году получил травму колена, которая в итоге окончательно поставила крест на его карьере. В 2003 году в качестве неограниченно свободного агента подписал контракт с «Миннесотой Тимбервулвз», но там больше лечился, чем играл. В итоге, его истекающий контракт в 2006 году передали в «Бостон Селтикс», где он и закончил свою игровую карьеру, проведя всего 24 матча за сезон.

## Статистика

### Статистика в НБА
| Сезон                                                                                    | Команда   | Регулярный сезон | Регулярный сезон | Регулярный сезон | Регулярный сезон | Регулярный сезон | Регулярный сезон | Регулярный сезон | Регулярный сезон | Регулярный сезон | Регулярный сезон | Регулярный сезон | Серия плей-офф | Серия плей-офф | Серия плей-офф | Серия плей-офф | Серия плей-офф | Серия плей-офф | Серия плей-офф | Серия плей-офф | Серия плей-офф | Серия плей-офф | Серия плей-офф |
| Сезон                                                                                    | Команда   | GP               | GS               | MPG              | FG%              | 3P%              | FT%              | RPG              | APG              | SPG              | BPG              | PPG              | GP             | GS             | MPG            | FG%            | 3P%            | FT%            | RPG            | APG            | SPG            | BPG            | PPG            |
| ---------------------------------------------------------------------------------------- | --------- | ---------------- | ---------------- | ---------------- | ---------------- | ---------------- | ---------------- | ---------------- | ---------------- | ---------------- | ---------------- | ---------------- | -------------- | -------------- | -------------- | -------------- | -------------- | -------------- | -------------- | -------------- | -------------- | -------------- | -------------- |
| 1998/99                                                                                  | Клипперс  | 45               | 36               | 28,4             | 43,1             | -                | 48,3             | 7,9              | 0,6              | 0,6              | 1,2              | 8,9              | Не участвовал  | Не участвовал  | Не участвовал  | Не участвовал  | Не участвовал  | Не участвовал  | Не участвовал  | Не участвовал  | Не участвовал  | Не участвовал  | Не участвовал  |
| 1999/00                                                                                  | Клипперс  | 80               | 77               | 31,2             | 43,7             | -                | 65,1             | 8,2              | 0,5              | 0,4              | 1,8              | 9,8              | Не участвовал  | Не участвовал  | Не участвовал  | Не участвовал  | Не участвовал  | Не участвовал  | Не участвовал  | Не участвовал  | Не участвовал  | Не участвовал  | Не участвовал  |
| 2000/01                                                                                  | Клипперс  | 82               | 82               | 25,9             | 43,5             | -                | 54,5             | 6,4              | 0,6              | 0,4              | 1,3              | 8,5              | Не участвовал  | Не участвовал  | Не участвовал  | Не участвовал  | Не участвовал  | Не участвовал  | Не участвовал  | Не участвовал  | Не участвовал  | Не участвовал  | Не участвовал  |
| 2001/02                                                                                  | Клипперс  | 80               | 79               | 32,1             | 43,3             | -                | 62,2             | 8,9              | 1,1              | 0,7              | 1,8              | 11,1             | Не участвовал  | Не участвовал  | Не участвовал  | Не участвовал  | Не участвовал  | Не участвовал  | Не участвовал  | Не участвовал  | Не участвовал  | Не участвовал  | Не участвовал  |
| 2002/03                                                                                  | Клипперс  | 36               | 36               | 38,0             | 42,7             | -                | 65,7             | 9,1              | 1,3              | 0,5              | 2,2              | 12,3             | Не участвовал  | Не участвовал  | Не участвовал  | Не участвовал  | Не участвовал  | Не участвовал  | Не участвовал  | Не участвовал  | Не участвовал  | Не участвовал  | Не участвовал  |
| 2003/04                                                                                  | Миннесота | 43               | 25               | 21,5             | 42,5             | -                | 59,0             | 5,7              | 0,6              | 0,4              | 1,6              | 6,5              | 15             | 2              | 14,9           | 32,4           | 0,0            | 87,5           | 3,5            | 0,1            | 0,1            | 0,7            | 2,1            |
| 2004/05                                                                                  | Миннесота | 62               | 34               | 19,6             | 45,6             | -                | 66,7             | 5,2              | 0,5              | 0,2              | 0,9              | 5,9              | Не участвовал  | Не участвовал  | Не участвовал  | Не участвовал  | Не участвовал  | Не участвовал  | Не участвовал  | Не участвовал  | Не участвовал  | Не участвовал  | Не участвовал  |
| 2005/06                                                                                  | Миннесота | 32               | 24               | 23,5             | 44,6             | -                | 48,7             | 5,6              | 0,5              | 0,6              | 0,8              | 6,0              | Не участвовал  | Не участвовал  | Не участвовал  | Не участвовал  | Не участвовал  | Не участвовал  | Не участвовал  | Не участвовал  | Не участвовал  | Не участвовал  | Не участвовал  |
| 2005/06                                                                                  | Бостон    | 16               | 0                | 10,4             | 44,4             | -                | 62,5             | 2,6              | 0,4              | 0,2              | 0,4              | 2,8              | Не участвовал  | Не участвовал  | Не участвовал  | Не участвовал  | Не участвовал  | Не участвовал  | Не участвовал  | Не участвовал  | Не участвовал  | Не участвовал  | Не участвовал  |
| 2006/07                                                                                  | Бостон    | 24               | 0                | 9,7              | 41,3             | -                | 66,7             | 2,0              | 0,2              | 0,3              | 0,5              | 1,7              | Не участвовал  | Не участвовал  | Не участвовал  | Не участвовал  | Не участвовал  | Не участвовал  | Не участвовал  | Не участвовал  | Не участвовал  | Не участвовал  | Не участвовал  |
|                                                                                          | Всего     | 500              | 393              | 26,3             | 43,5             | -                | 59,7             | 6,8              | 0,7              | 0,5              | 1,4              | 8,3              | 15             | 2              | 14,9           | 32,4           | 0,0            | 87,5           | 3,5            | 0,1            | 0,1            | 0,7            | 2,1            |
| Наведите курсор мыши на аббревиатуры в заголовке таблицы, чтобы прочесть их расшифровку. |           |                  |                  |                  |                  |                  |                  |                  |                  |                  |                  |                  |                |                |                |                |                |                |                |                |                |                |                |